# 최옥영
최옥영(崔玉泳, 1959년 3월 28일~)은 대한민국의 조각가이자 국립 대학 명예 교수이다. 현재 하슬라아트월드의 대표인 박신정과 함께 하슬라아트월드를 공동 설립했으나, 지금은 경영 일선에서 물러나 왕산조형연구소 소장직을 역임하는 등, 연구 활동을 펼치고 있다.

## 약력
- 하슬라아트월드 공동 대표[1]
- 젊은달와이파크 총괄 기획
- 국립강릉원주대학교 예술체육대학 미술학과 명예 교수[2]
- 사단법인 왕산 이사장
- 왕산조형연구소 소장

## 학력
- 강릉대학교 예술체육대학 조소과(학사)
- 홍익대학교 대학원 조소과(석사)

## 활동
최옥영(崔玉榮, Choi Ok‑yeung)은 1980년대 후반부터 현재까지 국내외에서 개인전, 대지미술, 조형물 제작 등 다양한 분야에서 꾸준히 활동해왔으며, 현재도 왕성한 창작 활동을 이어가고 있다. 다음은 그가 참여한 주요 전시 및 프로젝트의 일람이다.

### 주요 개인전
- 1988년 01월 제01회 개인전 (TOTAL 미술관)
- 1989년 11월 제02회 개인전 (gallery 동숭아트센터)
- 1994년 07월 제03회 개인전 (동호갤러리 초대전)
- 1994년 10월 제04회 개인전 (왕산조형연구소:강릉)
- 1994년 11월 제05회 개인전 (동아gallery)
- 1995년 03월 제06회 개인전 (동해시 문화예술회관 개관초대전)
- 1995년 11월 제07회 개인전 (이화미술관)
- 1997년 01월 제08회 개인전 (posco gallery)
- 1998년 03월 제09회 개인전 (금호미술관)
- 1998년 10월 제10회 개인전 (예술의전당, SEOUL ART FAIR)
- 2000년 05월 제11회 개인전 (아트스페이스 서울)
- 2003년 10월 제12회 개인전 (Pepper’s Loft Gallery, Japan)
- 2003년 12월 제13회 개인전 (Haslla Art World)
- 2010년 03월 제14회 개인전 (Haslla Art World)
- 2014년 12월 제15회 개인전 (Haslla Art World)
- 2015년 11월 제16회 개인전 (Haslla Art World)
- 2016년 03월 제17회 개인전 (Haslla Art World) 자화자상
- 2016년 09월 제18회 개인전 (Haslla Incheon) 대지를 담은 가구전
- 2017년 05월 제19회 개인전 (경남도립미술관) 목성(木星)
- 2024년 06월 제20회 개인전 (영은미술관) 대지를 품고 환경을 조각하다
- 2025년 05월 제21회 개인전 (포항시립미술관) 물성, 감각하는 철

### 대지미술 (大地美術)
- 2003년 강릉 하슬라아트월드

- 2015 캄보디아 코트라 한국 무역관 초청 대지미술 프로젝트 (캄보디아 반티민쩌이 평야)
- 2016 캄보디아 코트라 한국 무역관 초청 대지미술 프로젝트 (캄보디아 반티민쩌이 평야 및 강)
- 2017 캄보디아 코트라 한국 무역관 초청 대지미술 프로젝트 (캄보디아 시엠립 호수와 평원)
- 2019년 영월 젊은달와이파크
- 2019년-현재 삼척 삼척하슬라(진행중)

### 작품소장
- 전주우석대학교 상징조형물 제작
- 강릉대학교 조형물 제작
- 강릉 3·1 독립만세탑 건립
- 한국전쟁민간인위령탑 제작
- 강릉시 이마트 조형물
- 서울 동대문구 제기동 삼익아파트 조형물
- 동해시 추암 조각공원 랜드마크 조형물 제작
- 문화예술공원 하슬라아트월드 공원 총기획 및 조형물제작
- 동해시 이마트 조형물
- 원주시 포스코 아파트 조형물
- 강원랜드 스키장 조형물
- 동아방송예술대학개교 10주년 기념조형물
- 젊은달와이파크 총기획 및 조형물제작 – 문체부/한국관광공사 2020 한국관광의별 선정

### 저서
- 최옥영의 대지미술(2015), 최옥영
- 명화 따라하는 미술 수업노트(2016), 최옥영
- Choi Ok Yeung: Art & Nature (2025), 라파브리카(La Fábrica)

## 참고자료
- (2025년 05월) 포항시립미술관 2025 스틸아트작가조망전_최옥영 '물성, 감각하는 철'
- (2024년 07월) KBS 네트워크 공동기획 문화스케치_38회 '대자연을 품은 캔버스 대지미술가 최옥영' 편
- (2024년 02월) 한겨레_장엄한 자연 위 찬란한 예술꽃…걷고 보고 즐기며
- (2023년 01월) 월간미술 2023년 1월호 표지, 최옥영 <붉은 대나무> 젊은달와이파크 설치 전경
- (2020년 05월) 세계일보_“강원도를 문화예술 성지로”… 설치미술로 우주를 담다
- (2020년 02월) KBS 네트워크 공동기획 문화스케치_'부부, 대지예술을 꿈꾸다' 편
- (2019년 10월) 조선일보_퇴직금 털어 '10만평 예술공원' 만든 조각가 부부
- (2019년 03월) KBS 네트워크기획 문화산책_자연, 조각을 품다 - 조각가 최옥영·박신정
- (2018년 03월) CNN travel_'Destination Korea - Gangwon Province' 편